# Parafia św. Michała Archanioła w Woskrzenicach Dużych
Parafia św. Michała Archanioła w Woskrzenicach Dużych – parafia rzymskokatolicka w Woskrzenicach.
Terytorium parafii obejmuje Woskrzenice Duże, Woskrzenice Małe, Husinkę oraz Kaliłów.